# Chien courant d'Istrie à poil ras
Pour la race à poil dur, voir chien courant d'Istrie à poil dur.
Pour les articles homonymes, voir Chien courant.
Le chien courant d'Istrie à poil ras est une race de chiens originaire d'Istrie en Croatie. C'est un chien courant de taille moyenne, d'allure noble, à la robe à dominance blanche marquée de orange, au poil lisse et ras. Il s'agit d'un chien de chasse employé comme chien courant ou chien de recherche au sang, sur les vastes terrains dégagés de son pays d'origine.

## Historique
Il s'agit certainement d'un type ancien, bien que l'origine exacte en soit inconnue. Des chiens ressemblant au chien courant d'Istrie à poil ras sont représentés sur des fresques (par exemple dans la chapelle du XVe siècle dédiée à Sainte Marie à Beram), des tableaux et des chroniques du XVIIIe siècle. Les premières inscriptions dans le livre des origines datent de 1924. La race est reconnue par la Fédération cynologique internationale en 1949 et le premier standard est publié en 1973. Le chien courant d’Istrie à poil ras est un chien fréquemment rencontré en Istrie et dans les régions avoisinantes de Croatie où il a la réputation d'être un excellent chien de chasse.
L'histoire du chien courant d'Istrie à poil ras est mêlée à celle de la variété à poil dur.

## Standard

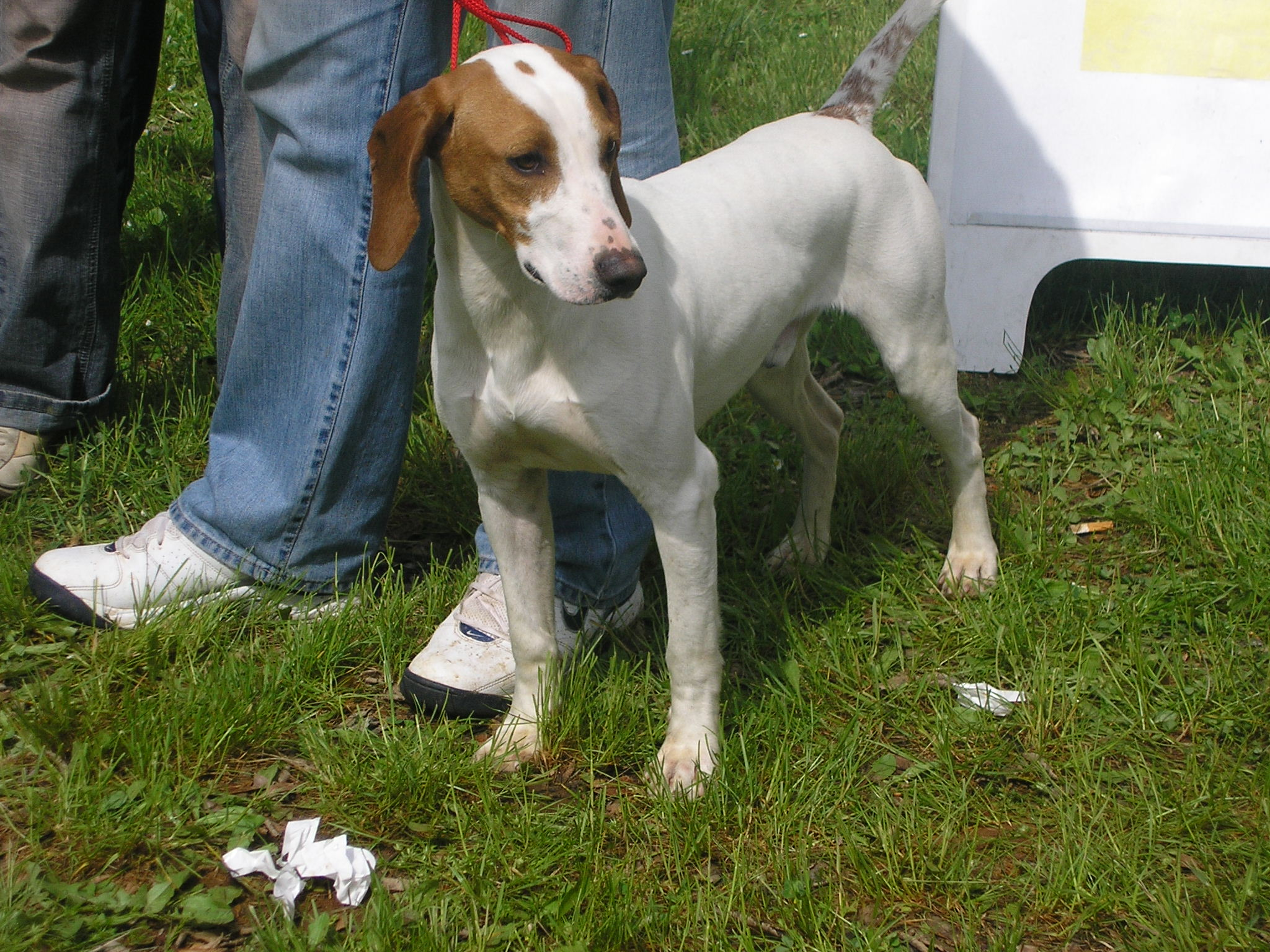
Chien courant d'Istrie à poil ras, présenté en exposition canine à Zadar en Croatie. Ce sujet porte une étoile au front.

Le chien courant d'Istrie à poil ras est un chien courant de taille moyenne, au corps souple d'aspect noble. La queue fine est portée légèrement recourbée en forme de sabre. La tête est longue, étroite et sèche. De forme ovale, les yeux sont de couleur aussi foncée que possible. Les fines oreilles longues ou mi-longue sont attachées larges un peu au-dessus de la ligne de l’œil. Elles deviennent plus étroites vers leur extrémité.
Il a le poil ras, fin, dense et luisant. Il est parfois plus long sur les faces postérieures des cuisses et sur la face inférieure de la queue, mais ce n’est pas une caractéristique recherchée. La robe est blanc de neige marquée de taches jaune-orangé. Les oreilles sont de couleur orangée ; la couleur forme un masque caractéristique en dépassant la base des oreilles et recouvre les deux côtés du front jusqu'à la hauteur des yeux. La partie supérieure du front peut porter une étoile orangée. Des taches de couleur jaune-orangé de forme et de taille diverses peuvent se trouver sur n’importe quelle partie du corps, mais le plus souvent à la base de la queue. La robe peut être uniformément blanche sans aucune tache.

## Caractère

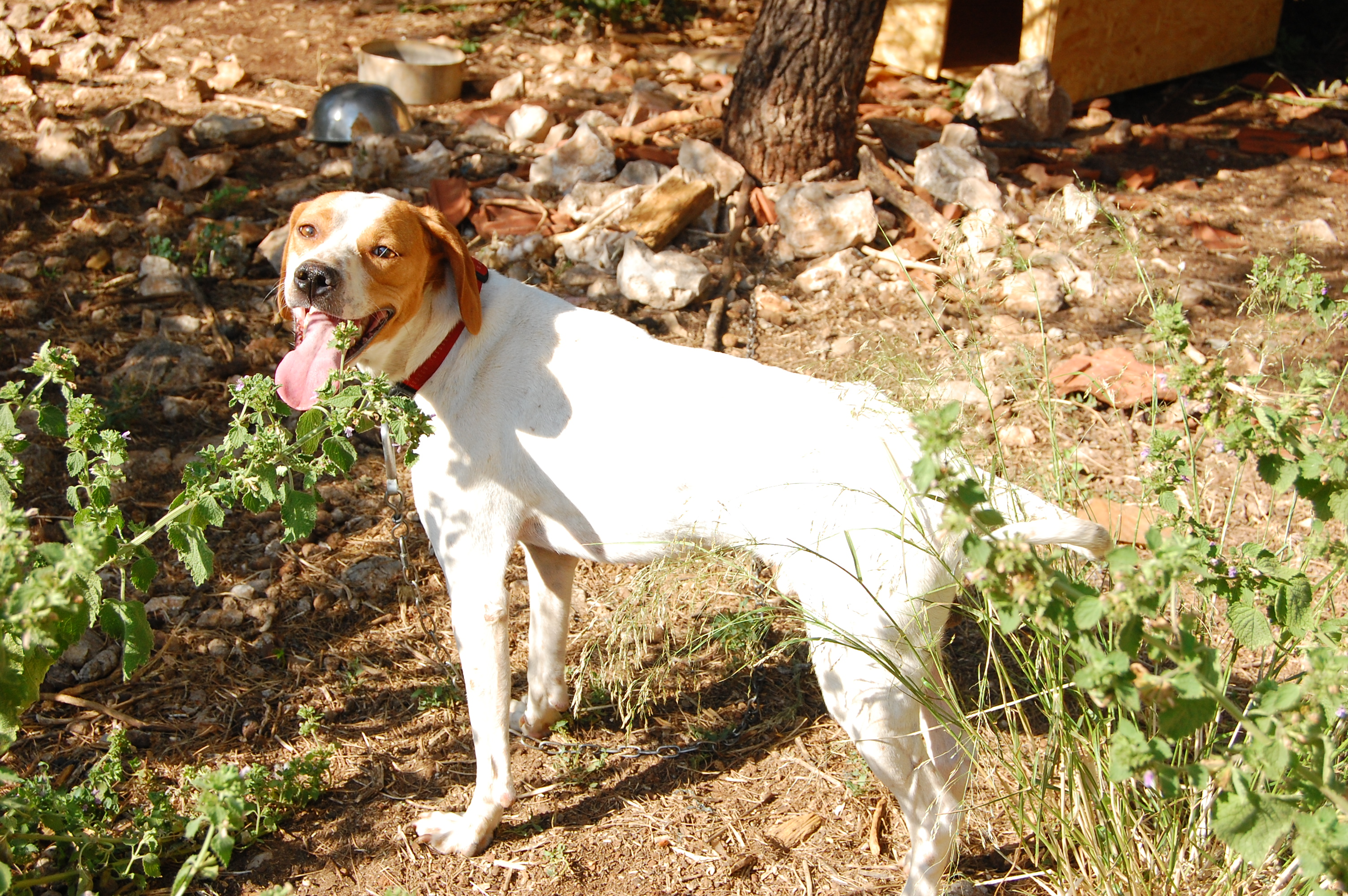
Le chien courant d'Istrie à poil ras est une race douce et amicale.

Le standard FCI de la race décrit le chien courant d'Istrie à poil ras comme doux, docile, calme et très attaché à son maître. Le tempérament est marqué par sa vivacité et sa passion pour la chasse.

## Utilité
Le chien courant d'Istrie à poil ras est un chien courant ou de recherche au sang utilisé pour la chasse au renard et au lièvre. Il possède une voix sonore de tonalité aiguë et est considéré comme un chien fortement aboyeur. Il est adapté à la chasse dans les vastes terrains découverts.
Son tempérament aboyeur le rend inapte à la vie en ville. C'est cependant un bon chien de compagnie du fait de son caractère doux et amical.